# Anapisa melaleuca
Anapisa melaleuca är en fjärilsart som beskrevs av Holland 1898. Anapisa melaleuca ingår i släktet Anapisa och familjen björnspinnare. Inga underarter finns listade i Catalogue of Life.